# Нали
Нали (Nali, Yiru) — австронезийский язык, на котором говорят народы нали (йиру) и окро, проживающие на юго-западном побережье, к западу от города Титан, на юго-востоке острова Манус провинции Манус в Папуа-Новой Гвинее.
У нали есть диалект окро. Трайон (2001) считает окро (200) и нали (1 800) отдельными языками. Окро — диалект, не находящийся под угрозой исчезновения.